# Sierlijke pedaalmot
De sierlijke pedaalmot (Argyresthia brockeella) is een vlinder uit de familie van de pedaalmotten (Argyresthiidae). De spanwijdte van de vlinder bedraagt 9 tot 12 millimeter. Het vlindertje komt verspreid over Europa, het oosten van Siberië en Japan voor. De soort overwintert als rups.

## Waardplanten
De waardplanten van de sierlijke pedaalmot zijn berk en zwarte els.

## Voorkomen in Nederland en België
De sierlijke pedaalmot is in Nederland en in België een algemene soort, die verspreid over het hele gebied kan worden gezien. De soort vliegt van mei tot in september.